# Laszlo Földy
László Földy (* 30. September 1934 in Budapest; † 17. Februar 2015 in Basel) war ein Schweizer Tischtennisspieler ungarischer Abstammung. Er wurde zweimal Mannschafts-Europameister mit Ungarn.

## Karriere in Ungarn
Mit 14 Jahren begann Földy Tischtennis zu spielen. 1952 wurde er in den Nationalkader berufen; ein Jahr später wurde er in einem Länderkampf gegen China erstmals eingesetzt. Insgesamt spielte er 100 Mal in der ungarischen Nationalmannschaft. Zwischen 1953 und 1963 nahm er siebenmal mit Ungarn an den Weltmeisterschaften teil, dabei wurde er mit der Mannschaft 1957 und 1959 Vizeweltmeister. Bei der WM 1959 erreichte er im Doppel mit Zoltán Berczik das Halbfinale.
1958 und 1960 wurde er Mannschafts-Europameister.
Bei nationalen Meisterschaften wurde er zweimal ungarischer Meister im Doppel, 1958 mit Zoltán Bubonyi, 1959 mit Zoltán Berczik. 1959 gewann er auch den Mixedwettbewerb mit Éva Kóczián. Die Mannschaftsmeisterschaft gewann er 1953 mit Szot II sowie 1961 und 1963 mit Vörös Meteor.

## Karriere in der Schweiz
Nach einer jeweils 2-jährigen Zwischenstation in Iran und Griechenland als Nationaltrainer zog Földy 1969 in die Schweiz und schloss sich dem Verein Baslerdybli an. Bis 1980 arbeitete er als Spielertrainer der Schweizer Nationalmannschaft, Ende 1976 löste er Eric Pohoralek (Bern) als offiziellen Nationaltrainer ab. Mit dieser beteiligte er sich zwischen 1971 und 1979 an fünf Weltmeisterschaften. Mit Rapid Genf gewann er 1976 den Schweizer Pokal.
1979 gründete er den Verein TTC Liebrüti (ein Ortsteil von Kaiseraugst im Kanton Aargau), mit dem er bis in die Nationalliga A aufstieg.
1996 ging er als Coach mit seiner Spielerin Tu Dai Yong an die Olympischen Spiele nach Atlanta. Sie erreichte das Achtelfinale.
2006 beendete Földy aus gesundheitlichen Gründen seine aktive Laufbahn. Im gleichen Jahr verlieh ihm der Schweizerische Tischtennisverband die Ehrenmitgliedschaft.

## Privat
Földy arbeitete bis zu seiner Pensionierung 1994 25 Jahre lang als EDV-Organisator bei der Hoffmann La Roche in Basel. Am 6. August 1960 heiratete er die Mixed-Weltmeisterin von 1955 Éva Kóczián. Diese Ehe wurde 1966 geschieden. Seit 1967 war er verheiratet mit der Tischtennisspielerin Theresia, welche sowohl im Mixed-, wie auch im Damendoppel und Einzel mehrfache Schweizermeisterin wurde. Auch seine jüngere Schwester Marta spielt Tischtennis. Er hat zwei Töchter Carolin und Evelyn.

### Schwester Marta
Földys Schwester Marta Stretton wanderte 1957 nach Australien aus, heute lebt sie in Südafrika. Sie hat drei Kinder. Bis 1978 gewann sie zwölfmal in Johannesburg die afrikanische Meisterschaft.

## Turnierergebnisse
| Verband | Veranstaltung       | Jahr | Ort        | Land | Einzel     | Doppel        | Mixed         | Team |
| ------- | ------------------- | ---- | ---------- | ---- | ---------- | ------------- | ------------- | ---- |
| HUN     | Europameisterschaft | 1960 | Zagreb     | YUG  | Halbfinale |               | Viertelfinale | 1    |
| HUN     | Europameisterschaft | 1958 | Budapest   | HUN  | letzte 16  | Viertelfinale |               | 1    |
| SUI     | Weltmeisterschaft   | 1979 | Pyongyang  | PRK  | Qual       | Qual          | keine Teiln.  | 25   |
| SUI     | Weltmeisterschaft   | 1977 | Birmingham | ENG  | Qual       | Qual          | letzte 64     | 30   |
| SUI     | Weltmeisterschaft   | 1975 | Calcutta   | IND  | letzte 64  | letzte 64     | letzte 64     | 29   |
| SUI     | Weltmeisterschaft   | 1973 | Sarajevo   | YUG  | letzte 64  | Qual          | Qual          | 33   |
| SUI     | Weltmeisterschaft   | 1971 | Nagoya     | JPN  | Rd 1       | keine Teiln.  | keine Teiln.  |      |
| HUN     | Weltmeisterschaft   | 1963 | Prag       | TCH  | letzte 32  | letzte 64     | letzte 128    | 9    |
| HUN     | Weltmeisterschaft   | 1961 | Peking     | CHN  | letzte 64  | letzte 32     | letzte 16     | 3    |
| HUN     | Weltmeisterschaft   | 1959 | Dortmund   | FRG  | letzte 32  | Halbfinale    | letzte 16     | 2    |
| HUN     | Weltmeisterschaft   | 1957 | Stockholm  | SWE  | letzte 16  | letzte 32     | letzte 32     | 2    |
| HUN     | Weltmeisterschaft   | 1955 | Utrecht    | NED  | letzte 16  | letzte 64     | letzte 16     | 3    |
| HUN     | Weltmeisterschaft   | 1954 | Wembley    | ENG  | letzte 16  | letzte 128    | letzte 32     | 4    |
| HUN     | Weltmeisterschaft   | 1953 | Bukarest   | ROU  | letzte 128 | letzte 16     | Halbfinale    |      |